# تومومي سيو
تومومي سيو (瀬尾 智美)، هو لاعب كرة قدم. ولعبت مع منتخب اليابان لكرة القدم للسيدات.